# William Kelly
William Kelly (Pittsburgh, Pennsilvània, 22 d'agost de 1811 - 11 de febrer de 1888) fou un inventor estatunidenc.
Se li atribueix ser un dels inventors de la producció moderna d'acer, mitjançant el procés d'injectar aire al ferro fos, que va tenir lloc a principis de la dècada de 1850. Un procés similar va ser descobert de manera independent per Henry Bessemer i patentat l'any 1855. A causa d'un pànic financer el 1857, una empresa que ja havia llicenciat el procés de Bessemer va poder comprar les patents de Kelly i les va fusionar ambdues sota un únic esquema utilitzant el nom de Bessemer. El paper de Kelly en la invenció del procés va resultar doncs molt menys conegut.

## Biografia
Kelly estudià metal·lurgia a la Western University of Penssylvania. En comptes d'aconseguir una feina com a cinetífic, Kelly, son germà, i el seu cunyat començaren amb un negoci anomenat McShane & Kelly. Després que un incendi destruís el seu local, William i el seu germà John decidiren traslladar-se a Eddyville (Kentucky) en 1847 per incorporar-se a la indústria del ferro.
Dins del món de la producció d'acer és conegut com el primer a descobrir el procés conegut actualment com a procés Bessemer, en el qual s'eliminen les impureses per la injecció d'aire a la massa d'acer fosa. El nom del mètode prové de Henry Bessemer un altre inventor, en aquest cas britànic, que el va desenvolupar independentment i el va patentar.
El procés Bessemer va permetre produir acer sense combustible, utilitzant les impureses del ferro per crear la calor necessària. Això va reduir dràsticament els costos de producció d'acer, però les matèries primeres amb les característiques requerides podria ser difícil de trobar.